# Italië op de Paralympische Zomerspelen 2020
Italië was een van de landen die deelnam aan de Paralympische Zomerspelen 2020 in Tokio, Japan.

## Medailleoverzicht
| Atletiek     | Ambra Sabatini                     | 100 m, T63 (v)                                | Goud   |  |  |
| Schermen     | Beatrice Vio                       | Floret individueel, categorie B (v)           | Goud   |  |  |
| Wielrennen   | Team                               | Estafette, H1-5 (g)                           | Goud   |  |  |
| Zwemmen      | Simone Barlaam                     | 50 m vrije slag, S9 (m)                       | Goud   |  |  |
| Zwemmen      | Francesco Bocciardo                | 100 m vrije slag, S5 (m)                      | Goud   |  |  |
| Zwemmen      | Francesco Bocciardo                | 200 m vrije slag, S5 (m)                      | Goud   |  |  |
| Zwemmen      | Antonio Fantin                     | 100 m vrije slag, S6 (m)                      | Goud   |  |  |
| Zwemmen      | Carlotta Gilli                     | 100 m vlinderslag, S13 (v)                    | Goud   |  |  |
| Zwemmen      | Carlotta Gilli                     | 200 m individuele wisselslag, SM13 (v)        | Goud   |  |  |
| Zwemmen      | Stefano Raimondi                   | 100 m schoolslag, SB9 (m)                     | Goud   |  |  |
| Zwemmen      | Giulia Terzi                       | 100 m vrije slag, S7 (v)                      | Goud   |  |  |
| Zwemmen      | Arjola Trimi                       | 100 m vrije slag, S3 (v)                      | Goud   |  |  |
| Zwemmen      | Arjola Trimi                       | 50 m rugslag, S3 (v)                          | Goud   |  |  |
| Zwemmen      | Team                               | 4 x 100 m vrije slag, 34 punten (v)           | Goud   |  |  |
|              |                                    |                                               |        |  |  |
| Atletiek     | Martina Caironi                    | 100 m, T63 (v)                                | Zilver |  |  |
| Atletiek     | Martina Caironi                    | Verspringen, T63 (v)                          | Zilver |  |  |
| Atletiek     | Assunta Legnante                   | Kogelstoten, F12 (v)                          | Zilver |  |  |
| Atletiek     | Assunta Legnante                   | Discuswerpen, F11 (v)                         | Zilver |  |  |
| Boogschieten | Vincenza Petrilli                  | Individueel, recurve open (v)                 | Zilver |  |  |
| Boogschieten | Team                               | Team, recurve open (g)                        | Zilver |  |  |
| Schermen     | Team                               | Floret, team (v)                              | Zilver |  |  |
| Triatlon     | Anna Barbaro Gids: Charlotte Bonin | Individueel, PTVI (v)                         | Zilver |  |  |
| Wielrennen   | Fabio Cornegliani                  | Tijdrit, H1 (m)                               | Zilver |  |  |
| Wielrennen   | Giorgio Farroni                    | Tijdrit, T1-2 (m)                             | Zilver |  |  |
| Wielrennen   | Luca Mazzone                       | Wegwedstrijd, H1-2 (m)                        | Zilver |  |  |
| Wielrennen   | Luca Mazzone                       | Tijdrit, H2 (m)                               | Zilver |  |  |
| Wielrennen   | Francesca Porcellato               | Tijdrit, H1-3 (v)                             | Zilver |  |  |
| Zwemmen      | Alberto Amodeo                     | 400 m vrije slag, S8 (m)                      | Zilver |  |  |
| Zwemmen      | Luigi Beggiato                     | 100 m vrije slag, S4 (m)                      | Zilver |  |  |
| Zwemmen      | Alessia Berra                      | 100 m vlinderslag, S13 (v)                    | Zilver |  |  |
| Zwemmen      | Antonio Fantin                     | 400 m vrije slag, S6 (m)                      | Zilver |  |  |
| Zwemmen      | Giulia Ghiretti                    | 100 m schoolslag, SB4 (v)                     | Zilver |  |  |
| Zwemmen      | Carlotta Gilli                     | 400 m vrije slag, S13 (v)                     | Zilver |  |  |
| Zwemmen      | Carlotta Gilli                     | 100 m rugslag, S13 (v)                        | Zilver |  |  |
| Zwemmen      | Xenia Francesca Palazzo            | 200 m individuele wisselslag, SM8 (v)         | Zilver |  |  |
| Zwemmen      | Stefano Raimondi                   | 100 m rugslag, S10 (m)                        | Zilver |  |  |
| Zwemmen      | Stefano Raimondi                   | 100 m vlinderslag, S10 (m)                    | Zilver |  |  |
| Zwemmen      | Stefano Raimondi                   | 200 m individuele wisselslag, SM10 (m)        | Zilver |  |  |
| Zwemmen      | Giulia Terzi                       | 400 m vrije slag, S7 (v)                      | Zilver |  |  |
| Zwemmen      | Arjola Trimi                       | 50 m vrije slag, S4 (v)                       | Zilver |  |  |
| Zwemmen      | Team                               | 4 x 50 m vrije slag, 20 punten (g)            | Zilver |  |  |
| Zwemmen      | Team                               | 4 x 100 m vrije slag, 34 punten (m)           | Zilver |  |  |
|              |                                    |                                               |        |  |  |
| Atletiek     | Monica Graziana Contrafatto        | 100 m, T63 (v)                                | Brons  |  |  |
| Atletiek     | Ndiaga Dieng                       | 1500 m, T20 (m)                               | Brons  |  |  |
| Atletiek     | Oney Tapia                         | Kogelstoten, F11 (m)                          | Brons  |  |  |
| Atletiek     | Oney Tapia                         | Discuswerpen, F11 (m)                         | Brons  |  |  |
| Boogschieten | Maria Andrea Virgilio              | Individueel, compound open (v)                | Brons  |  |  |
| Judo         | Carolina Costa                     | +70 kg (v)                                    | Brons  |  |  |
| Kanovaren    | Federico Mancarella                | Eenpersoons kajak, KL2 (m)                    | Brons  |  |  |
| Paardensport | Sara Morganti                      | Dressuur, verplichte kür, graad I (g)         | Brons  |  |  |
| Paardensport | Sara Morganti                      | Dressuur, vrije kür, graad I (g)              | Brons  |  |  |
| Schietsport  | Andrea Liverani                    | 10 m luchtgeweer, staand SH2 (g)              | Brons  |  |  |
| Tafeltennis  | Team                               | Team, C1-3 (v)                                | Brons  |  |  |
| Triatlon     | Giovanni Achenza                   | Individueel, PTWC (m)                         | Brons  |  |  |
| Triatlon     | Veronica Yoko Plebani              | Individueel, PT2 (v)                          | Brons  |  |  |
| Wielrennen   | Katie Aere                         | Wegwedstrijd, H5 (v)                          | Brons  |  |  |
| Zwemmen      | Luigi Beggiato                     | 50 m vrije slag, S4 (m)                       | Brons  |  |  |
| Zwemmen      | Francesco Bettella                 | 50 m rugslag, S1 (m)                          | Brons  |  |  |
| Zwemmen      | Francesco Bettella                 | 100 m rugslag, S1 (m)                         | Brons  |  |  |
| Zwemmen      | Monica Boggioni                    | 100 m vrije slag, S5 (v)                      | Brons  |  |  |
| Zwemmen      | Monica Boggioni                    | 200 m vrije slag, S5 (v)                      | Brons  |  |  |
| Zwemmen      | Monica Boggioni                    | 200 m individuele wisselslag, SM5 (v)         | Brons  |  |  |
| Zwemmen      | Carlotta Gilli                     | 50 m vrije slag, S13 (v)                      | Brons  |  |  |
| Zwemmen      | Xenia Francesca Palazzo            | 50 m vrije slag, S8 (v)                       | Brons  |  |  |
| Zwemmen      | Xenia Francesca Palazzo            | 400 m vrije slag, S8 (v)                      | Brons  |  |  |
| Zwemmen      | Stefano Raimondi                   | 100 m vrije slag, S10 (m)                     | Brons  |  |  |
| Zwemmen      | Giulia Terzi                       | 50 m vlinderslag, S7 (v)                      | Brons  |  |  |
| Zwemmen      | Team                               | 4 x 100 m wisselslag estafette, 34 punten (m) | Brons  |  |  |

## Deelnemers en resultaten
(m) = mannen, (v) = vrouwen, (g) = gemengd

Cursief = Nam alleen deel aan de heats

### Atletiek

#### Baanonderdelen
| Atleet                      | Onderdeel       | Series              | Series              | Finale    | Finale |
| Atleet                      | Onderdeel       | Resultaat           | Rang                | Resultaat | Rang   |
| --------------------------- | --------------- | ------------------- | ------------------- | --------- | ------ |
| Ndiaga Dieng                | 400 m, T20 (m)  | 0:48.91             | 6e                  | 0:48.42   | 5e     |
| Ndiaga Dieng                | 1500 m, T20 (m) | Niet van toepassing | Niet van toepassing | 3:57.24   | Brons  |
| Alessandro Ossola           | 100 m, T63 (m)  | 0:12.77             | 6e                  | 0:12.66   | 6e     |
|                             |                 |                     |                     |           |        |
| Martina Caironi             | 100 m, T63 (v)  | 0:14.37             | 1e                  | 0:14.46   | Zilver |
| Monica Graziana Contrafatto | 100 m, T63 (v)  | 0:14.72             | 3e                  | 0:14.73   | Brons  |
| Oxana Corso                 | 100 m, T35 (v)  | 0:15.80             | 8e                  | 0:15.68   | 8e     |
| Oxana Corso                 | 200 m, T35 (v)  | Niet van toepassing | Niet van toepassing | 0:33.13   | 8e     |
| Ambra Sabatini              | 100 m, T63 (v)  | 0:14.39             | 2e                  | 0:14.11   | Goud   |

#### Veldonderdelen
| Paralympiër       | Onderdeel             | Resultaat | Prestatie |
| ----------------- | --------------------- | --------- | --------- |
| Marco Cicchetti   | Verspringen, T64 (m)  | 6e        | 6.66      |
| Nicky Russo       | Kogelstoten, F35 (m)  | 8e        | 12.58     |
| Oney Tapia        | Kogelstoten, F11 (m)  | Brons     | 13.60     |
| Oney Tapia        | Discuswerpen, F11 (m) | Brons     | 39.52     |
|                   |                       |           |           |
| Martina Caironi   | Verspringen, T63 (v)  | Zilver    | 5.14      |
| Francesca Cipelli | Verspringen, T37 (v)  | 9e        | 3.96      |
| Assunta Legnante  | Kogelstoten, F12 (v)  | Zilver    | 14.62     |
| Assunta Legnante  | Discuswerpen, F11 (v) | Zilver    | 40.25     |

### Bankdrukken
| Paralympiër    | Onderdeel  | Resultaat | Prestatie |
| -------------- | ---------- | --------- | --------- |
| Donato Telesca | -80 kg (m) | 6e        | 193.0     |

### Boogschieten
| Paralympiër                           | Onderdeel                      | Kwalificatie | Kwalificatie | 1e ronde             | 2e ronde                        | 3e ronde                           | Kwartfinale                                | Halve finale                           | (troost)Finale                          | Rang   |
| Paralympiër                           | Onderdeel                      | Score        | Positie      | Tegenstander Uitslag | Tegenstander Uitslag            | Tegenstander Uitslag               | Tegenstander Uitslag                       | Tegenstander Uitslag                   | Tegenstander Uitslag                    | Rang   |
| ------------------------------------- | ------------------------------ | ------------ | ------------ | -------------------- | ------------------------------- | ---------------------------------- | ------------------------------------------ | -------------------------------------- | --------------------------------------- | ------ |
| Matteo Bonacina                       | Individueel, compound open (m) | 685          | 16e          | Bye                  | JPN Leon Miyamoto V met 136-141 | Uitgeschakeld                      | Uitgeschakeld                              | Uitgeschakeld                          | Uitgeschakeld                           | 17e    |
| Giampaolo Cancelli                    | Individueel, compound open (m) | 669          | 28e          | Bye                  | SVK Marcel Pavlik V met 139-142 | Uitgeschakeld                      | Uitgeschakeld                              | Uitgeschakeld                          | Uitgeschakeld                           | 17e    |
| Stefano Travisani                     | Individueel, recurve open (m)  | 609          | 12e          | Niet van toepassing  | IND Harvinder Singh V met 5-6   | Uitgeschakeld                      | Uitgeschakeld                              | Uitgeschakeld                          | Uitgeschakeld                           | 17e    |
|                                       |                                |              |              |                      |                                 |                                    |                                            |                                        |                                         |        |
| Elisabetta Mijno                      | Individueel, recurve open (v)  | 633          | 2e           | Niet van toepassing  | Bye                             | TUR Zehra Ozbey Torun W met 6-0    | GRE Dorothea Poimenidou V met 5-6          | Uitgeschakeld                          | Uitgeschakeld                           | 5e     |
| Asia Pellizzari                       | Individueel, W1 (v)            | 604          | 3e           | Niet van toepassing  | Niet van toepassing             | Bye                                | GBR Victoria Rumary V met 124-130          | Uitgeschakeld                          | Uitgeschakeld                           | 5e     |
| Vincenza Petrilli                     | Individueel, recurve open (v)  | 625          | 4e           | Niet van toepassing  | Bye                             | AUS Imalia Oktrininda W met 6-0    | GBR Hazel Chaisty W met 6-2                | CHN Wu Chunyan W met 6-5               | IRI Zahra Nemati V met 5-6              | Zilver |
| EleoNora Sarti                        | Individueel, compound open (v) | 672          | 13e          | Niet van toepassing  | KOR Choi Na Mi W met 140-121    | BRA Jane Karla Gogel W met 146-140 | ITA Maria Andrea Virgilio V met 121-138    | Uitgeschakeld                          | Uitgeschakeld                           | 5e     |
| Maria Andrea Virgilio                 | Individueel, compound open (v) | 684          | 5e           | Niet van toepassing  | Bye                             | IRI Farzaneh Asgari W met 136-135  | ITA EleoNora Sarti W met 138-121           | GBR Phoebe Paterson Pine V met 137-140 | RPC Stepanida Artakhinova W met 142-139 | Brons  |
|                                       |                                |              |              |                      |                                 |                                    |                                            |                                        |                                         |        |
| Matteo Bonacina Maria Andrea Virgilio | Team, compound open (g)        | 1369         | 7e           | Niet van toepassing  | Niet van toepassing             | Japan W met 145-144                | Russisch Paralympisch Comité V met 153-153 | Uitgeschakeld                          | Uitgeschakeld                           | 5e     |
| Elisabetta Mijno Stefano Travisani    | Team, recurve open (g)         | 1242         | 3e           | Niet van toepassing  | Niet van toepassing             | Mongolië W met 6-0                 | Japan W met 6-2                            | Iran W met 5-3                         | Russisch Paralympisch Comité V met 4-5  | Zilver |

### Judo
| Paralympiër    | Onderdeel  | Resultaat | Prestatie |
| -------------- | ---------- | --------- | --- |
| Carolina Costa | +70 kg (v) | Brons     | Kwartfinale: W van USA Kate Lee Davis Halve finale: V van KAZ Zarina Baibatina Bronzen finale: W van UKR Anastasiia Harnyk |
| Matilde Lauria | -70 kg (v) | 7e        | Kwartfinale: V van BRA Alana Martins Herkansingen, finale: V van RPC Olga Zabrodskaia                                      |

### Kanovaren
| Atleet              | Onderdeel                  | Heats     | Heats | Halve finale | Halve finale | A/B finale          | A/B finale | Eindranking |
| Atleet              | Onderdeel                  | Resultaat | Rang  | Resultaat    | Rang         | Resultaat           | Rang       | Eindranking |
| ------------------- | -------------------------- | --------- | ----- | ------------ | ------------ | ------------------- | ---------- | ----------- |
| Kwadzo Klokpah      | Eenpersoons kajak, KL3 (m) | 0:44.217  | 13e   | 0:42.398     | 10e QB       | 0:42.854            | 3e         | 11e         |
| Federico Mancarella | Eenpersoons kajak, KL2 (m) | 0:43.975  | 4e    | 0:42.292     | 3e QA        | 0:42.574            | 3e         | Brons       |
|                     |                            |           |       |              |              |                     |            |             |
| Veronica Biglia     | Eenpersoons va'a, VL2 (v)  | 1:15.671  | 11e   | 1:09.247     | 9e           | Niet gekwalificeerd | DNQ        | 11e         |
| Eleonora de Paolis  | Eenpersoons kajak, KL1 (v) | 0:57.659  | 4e    | 0:57.484     | 1e QA        | 0:56.226            | 4e         | 4e          |

### Paardensport
| Paralympiër                                      | Onderdeel                               | Resultaat | Prestatie |
| ------------------------------------------------ | --------------------------------------- | --------- | --------- |
| Sara Morganti                                    | Dressuur, verplichte kür, graad I (g)   | Brons     | 76.964%   |
| Sara Morganti                                    | Dressuur, vrije kür, graad I (g)        | Brons     | 81.100%   |
| Francesca Salvade                                | Dressuur, verplichte kür, graad III (g) | 16e       | 66.941%   |
| Carola Semperboni                                | Dressuur, verplichte kür, graad I (g)   | 12e       | 67.678%   |
| Federica Sileoni                                 | Dressuur, verplichte kür, graad V (g)   | 9e        | 69.048%   |
|                                                  |                                         |           |           |
| Sara Morganti Francesca Salvade Federica Sileoni | Dressuur, team, graad I-V (g)           | 8e        | 214.057%  |

### Roeien
| Atleet                                                                                                | Onderdeel                                  | Heats     | Heats | Herkansingen | Herkansingen | A/B finale | A/B finale |
| Atleet                                                                                                | Onderdeel                                  | Resultaat | Rang  | Resultaat    | Rang         | Resultaat  | Rang       |
| --- | ------------------------------------------ | --------- | ----- | ------------ | ------------ | ---------- | ---------- |
| Lorenzo Bernard Alessandro Alfonso Brancato Greta Elizabeth Muti Cristina Scazzosi Stuur Lorena Fuina | Vierpersoons scull met stuur, PR3Mix4+ (g) | 7:32.07   | 5e    | 7:08.15      | 3e QA        | 7:37.53    | 5e         |
| Gian Filippo Mirabile Chiara Nardo                                                                    | Tweepersoons sculls, PR2Mix2x (g)          | 9:04.22   | 7e    | 8:20.98      | 5e QA        | 9:11.65    | 5e         |

### Schermen
| Paralympiër                                    | Onderdeel                           | Resultaat | Prestatie |
| ---------------------------------------------- | ----------------------------------- | --------- | --- |
| Matteo Betti                                   | Floret individueel, categorie A (m) | 4e        | Groep B W van TUR Hakan Akkaya met 5-2 V van RPC Nikita Nagaev met 4-5 W van HUN Richard Osvath met 5-3 W van IRQ Zainulabdeen Al-Madhkhoori met 5-1 Kwartfinale: W van POL Michal Nalewajek met 15-12 Halve finale: V van CHN Sun Gang met 6-15 Bronzen finale: V van RPC Nikita Nagaev met 11-15                                                      |
| Marco Cima                                     | Degen individueel, categorie B (m)  | 9e        | Groep B W van JPN Michinobu Fujita met 5-2 V van CHN Hu Daoliang met 2-5 W van POL Adrian Castro met 5-3 W van BRA Jovane Silva Guissone met 5-3 V van UKR Anton Datsko met 0-5 V van RPC Albert Kamalov met 0-5 1/8e finale: V van RPC Alexander Kuzyukov met 11-15                                                                                    |
| Edoardo Giordan                                | Degen individueel, categorie A (m)  | 9e        | Groep A V van RPC Artur Yusupov met 1-5 V van CHN Sun Gang met 4-5 W van POL Dariusz Pender met 5-1 V van GBR Piers Gilliver met 2-5 V van UKR Artem Manko met 2-5 W van FRA Romain Noble met 5-2 1/8e finale: V van UKR Artem Manko met 8-15 |
| Edoardo Giordan                                | Sabel individueel, categorie A (m)  | 5e        | Groep B W van CAN Ryan Rousell met 5-0 W van CHN Li Hao met 5-1 W van UKR Andrii Demchuk met 5-2 W van GER Maurice Schmidt met 5-3 Kwartfinale: V van UKR Andrii Demchuk met 11-15 |
| Emanuele Lambertini                            | Degen individueel, categorie A (m)  | 5e        | Groep B V van CHN Tian Jianquan met 3-5 W van IRQ Zainulabdeen Al-Madhkhoori met 5-1 V van RPC Maxim Shaburov met 3-5 W van GER Maurice Schmidt met 5-2 W van CAN Ryan Rousell met 5-1 W van TUR Hakan Akkaya met 5-4 Kwartfinale: V van CHN Tian Jianquan met 14-15                                                                                    |
| Emanuele Lambertini                            | Floret individueel, categorie A (m) | 5e        | Groep C W van POL Dariusz Pender met 5-4 V van FRA Damien Tokatlian met 3-5 V van CHN Li Hao met 4-5 V van RPC Artur Yusupov met 2-5 1/8e finale: W van CHN Li Hao met 15-14 Kwartfinale: V van HUN Richard Osvath met 14-15 |
| Marco Cima Edoardo Giordan Emanuele Lambertini | Degen team (m)                      | 7e        | Groep A V van Russisch Paralympisch Comité met 18-45 V van China met 20-45 V van Irak met 42-45 |
| Matteo Betti Marco Cima Emanuele Lambertini    | Floret team (m)                     | 5e        | Groep B V van Groot-Brittannië met 37-45 V van Russisch Paralympisch Comité met 41-45 W van Oekraïne met 45-40 |
|                                                |                                     |           | |
| Andreea Mogos                                  | Floret individueel, categorie A (v) | 5e        | Groep B W van JPN Mieko Matsumoto met 5-0 W van UKR Nataliia Mandryk met 5-3 W van GEO Gvantsa Zadishvili met 5-2 V van HUN Zsuzsanna Krajnyak met 4-5 V van HKG Yu Chui Yee met 1-5 1/8e finale: W van UKR Nataliia Mandryk met 15-11 Kwartfinale: V van UKR Nataliia Morkvych met 5-15                                                                |
| Andreea Mogos                                  | Sabel individueel, categorie A (v)  | 12e       | Groep C V van POL Marta Fidrych met 1-5 V van HUN Eva Andrea Hajmasi met 1-5 V van UKR Nataliia Morkvych met 0-5 W van GBR Gemma Collis-McCann met 5-4 |
| Rossana Pasquino                               | Degen individueel, categorie B (v)  | 9e        | Groep B V van USA Ellen Geddes met 3-5 W van HUN Gyongyi Dani met 5-1 V van CHN Tan Shumei met 4-5 V van THA Saysunee Jana met 3-5 W van RPC Liudmila Vasileva met 2-0 V van UKR Olena Fedota met 2-5 1/8e finale: V van UKR Olena Fedota met 9-15 |
| Rossana Pasquino                               | Sabel individueel, categorie B (v)  | 5e        | Groep A W van CHN Xiao Rong met 5-1 W van THA Saysunee Jana met 5-3 W van USA Terry Hayes met 5-0 W van GER Sylvi Tauber met 5-4 V van GEO Irma Khetsuriani met 4-5 Kwartfinale: V van GEO Irma Khetsuriani met 14-15 |
| Loredana Trigilia                              | Floret individueel, categorie A (v) | 9e        | Groep C W van RPC Evgeniya Sycheva met 5-4 V van CHN Rong Jing met 4-5 W van CAN Ruth Sylvie Morel met 5-2 V van UKR Nataliia Morkvych met 0-5 W van BRA Carminha Oliveira met 5-2 1/8e finale: V van RPC Evgeniya Sycheva met 7-15 |
| Loredana Trigilia                              | Sabel individueel, categorie A (v)  | 9e        | Groep B W van USA Shelby Jensen met 5-1 V van UKR Yevheniia Breus met 1-5 V van HUN Amarilla Veres met 1-5 V van CHN Bian Jing met 0-5 1/8e finale: V van GEO Nino Tibilashvili met 9-15 |
| Beatrice Vio                                   | Floret individueel, categorie B (v) | Goud      | Groep A W van RPC Liudmila Vasileva met 5-0 W van JPN Chisato Abe met 5-0 W van HKG Chung Yuen Ping met 5-2 W van CHN Xiao Rong met 5-1 W van BRA Monica Santos met 5-1 W van GEO Irma Khetsuriani met 5-0 Kwartfinale: W van GEO Irma Khetsuriani met 15-6 Halve finale: W van RPC Liudmila Vasileva met 15-4 Finale: W van CHN Zhou Jingjing met 15-9 |
| Andreea Mogos Loredana Trigilia Beatrice Vio   | Floret team (v)                     | Zilver    | Groep A W van Hongkong met 45-32 W van Oekraïne met 45-24 W van Verenigde Staten met 45-5 Halve finale: W van Hongarije met 45-27 Finale: V van China met 41-45 |

### Schietsport
| Paralympiër     | Onderdeel                         | Resultaat | Resultaat | Prestatie           | Prestatie           |
| Paralympiër     | Onderdeel                         | Score     | Rang      | Score               | Rang                |
| --------------- | --------------------------------- | --------- | --------- | ------------------- | ------------------- |
| Jacopo Cappelli | 10 m luchtgeweer, staand SH1 (m)  | 606.4     | 16e       | Niet gekwalificeerd | Niet gekwalificeerd |
| Jacopo Cappelli | 50 m geweer, 3 posities SH1 (m)   | 1132.0    | 14e       | Niet gekwalificeerd | Niet gekwalificeerd |
| Jacopo Cappelli | 10 m luchtgeweer, liggend SH1 (g) | 628.9     | 31e       | Niet gekwalificeerd | Niet gekwalificeerd |
| Jacopo Cappelli | 50 m geweer, liggend SH1 (g)      | 607.4     | 40e       | Niet gekwalificeerd | Niet gekwalificeerd |
|                 |                                   |           |           |                     |                     |
| Nadia Fario     | 50 m pistool, SH1 (g)             | 509.0     | 25e       | Niet gekwalificeerd | Niet gekwalificeerd |
| Andrea Liverani | 10 m luchtgeweer, staand SH2 (g)  | 635.3     | 1e        | 230.7               | Brons               |
| Andrea Liverani | 10 m luchtgeweer, liggend SH2 (g) | 639.4     | 1e        | 124.5               | 8e                  |
| Andrea Liverani | 50 m geweer, liggend SH2 (g)      | 623.3     | 6e        | 208.0               | 4e                  |
| Pamela Novaglio | 10 m luchtgeweer, staand SH2 (g)  | 620.5     | 26e       | Niet gekwalificeerd | Niet gekwalificeerd |
| Pamela Novaglio | 10 m luchtgeweer, liggend SH2 (g) | 633.0     | 14e       | Niet gekwalificeerd | Niet gekwalificeerd |
| Pamela Novaglio | 50 m geweer, liggend SH2 (g)      | 620.9     | 10e       | Niet gekwalificeerd | Niet gekwalificeerd |

### Taekwondo
| Paralympiër     | Onderdeel       | Resultaat | Prestatie |
| --------------- | --------------- | --------- | --- |
| Antonio Bossolo | -61 kg, K44 (m) | 5e        | 1/8e finale: W van UZB Zukhriddin Tokhirov met 64-30 Kwartfinale: W van MGL Bolor-Erdene Ganbat met 40-28 Halve finale: V van BRA Nathan Troquato met 34-37 Bronzen finale: V van TUR Mahmut Bozteke met 2-14 |

### Tafeltennis
| Paralympiër                   | Onderdeel           | Groepsfase                     | Groepsfase                            | Groepsfase                 | Positie             | Finalefase           | Finalefase                                     | Finalefase           | Finalefase           | Plaats |
| Paralympiër                   | Onderdeel           | Wedstrijd I                    | Wedstrijd II                          | Wedstrijd III              | Positie             | 1/8e finale          | Kwartfinale                                    | Halve finale         | Finale               | Plaats |
| Paralympiër                   | Onderdeel           | Tegenstander Uitslag           | Tegenstander Uitslag                  | Tegenstander Uitslag       | Positie             | Tegenstander Uitslag | Tegenstander Uitslag                           | Tegenstander Uitslag | Tegenstander Uitslag | Plaats |
| ----------------------------- | ------------------- | ------------------------------ | ------------------------------------- | -------------------------- | ------------------- | -------------------- | ---------------------------------------------- | -------------------- | -------------------- | ------ |
| Andrea Borgato                | Enkelspel, C1 (m)   | HUN Endre Major V met 1-3      | USA Michael Godfrey W met 3-1         | Niet van toepassing        | 2e                  | Niet van toepassing  | GBR Thomas Matthews V met 1-3                  | Uitgeschakeld        | Uitgeschakeld        | 5e     |
| Federico Falco                | Enkelspel, C1 (m)   | KOR Joo Young Dae V met 0-3    | ARG Fernando Eberhardt W met 3-2      | Niet van toepassing        | 2e                  | Niet van toepassing  | KOR Kin Hyeon Uk V met 0-3                     | Uitgeschakeld        | Uitgeschakeld        | 5e     |
| Mohamed Amine Kalem           | Enkelspel, C9 (m)   | MAS Chaoming Chee W met 3-0    | GBR Joshua Stacey V met 2-3           | AUS Lin Ma V met 0-3       | 3e                  | Niet gekwalificeerd  | Niet gekwalificeerd                            | Niet gekwalificeerd  | Niet gekwalificeerd  | 9e     |
| Matteo Orsi                   | Enkelspel, C3 (m)   | CHN Feng Panfeng V met 0-3     | POL Maciej Nalepka V met 1-3          | Niet van toepassing        | 3e                  | Niet gekwalificeerd  | Niet gekwalificeerd                            | Niet gekwalificeerd  | Niet gekwalificeerd  | 15e    |
| Matteo Parenza                | Enkelspel, C6 (m)   | DEN Peter Rosenmeier V met 0-3 | USA Ian Seidenfield V met 0-3         | Niet van toepassing        | 3e                  | Niet gekwalificeerd  | Niet gekwalificeerd                            | Niet gekwalificeerd  | Niet gekwalificeerd  | 11e    |
| Andrea Borgato Federico Falco | Team, C1-2 (m)      | Niet van toepassing            | Niet van toepassing                   | Niet van toepassing        | Niet van toepassing | Niet van toepassing  | Slowakije V met 0-2                            | Uitgeschakeld        | Uitgeschakeld        | 5e     |
|                               |                     |                                |                                       |                            |                     |                      |                                                |                      |                      |        |
| Michela Brunelli              | Enkelspel, C3 (v)   | CRO Andeal Muzinic V met 1-3   | ARG Veronica Soledad Blanco W met 3-0 | MEX Edith Sigala W met 3-0 | 2e                  | Bye                  | KOR Lee Mi-Gyu V met 0-3                       | Uitgeschakeld        | Uitgeschakeld        | 5e     |
| Giada Rossi                   | Enkelspel, C1-2 (v) | ARG Maria Garrone W met 3-1    | FRA Isabelle Lafaye W met 3-0         | Niet van toepassing        | 1e                  | Niet van toepassing  | BRA Catia Cristina da Silva Oliveira V met 0-3 | Uitgeschakeld        | Uitgeschakeld        | 5e     |
| Michela Brunelli Giada Rossi  | Team, C1-3 (v)      | Niet van toepassing            | Niet van toepassing                   | Niet van toepassing        | Niet van toepassing | Niet van toepassing  | Thailand W met 2-1                             | China V met 1-2      | Uitgeschakeld        | Brons  |

### Triatlon
| Paralympiër                        | Onderdeel             | Resultaat | Prestatie |
| ---------------------------------- | --------------------- | --------- | --------- |
| Giovanni Achenza                   | Individueel, PTWC (m) | Brons     | 1:02:05   |
| Pier Alberto Buccoliero            | Individueel, PTWC (m) | 9e        | 1:09:16   |
|                                    |                       |           |           |
| Anna Barbaro Gids: Charlotte Bonin | Individueel, PTVI (v) | Zilver    | 1:11:11   |
| Rita Cuccuru                       | Individueel, PTWC (v) | 8e        | 1:19:06   |
| Veronica Yoko Plebani              | Individueel, PT2 (v)  | Brons     | 1:15:55   |

### Volleybal
| Paralympiër | Onderdeel | Resultaat | Prestatie |
| --- | --------- | --------- | --- |
| Giulia Aringhieri Flavia Barigelli Raffaela Battaglia Giulia Bellandi Silvia Biasi Francesca Bosio Eva Ceccatelli Sara Cirelli Sara Desini Francesca Fossato Roberta Pedrelli Alessandra Vitale | Team (v)  | 6e        | Groep A W van Japan met 3-0 V van Canada met 1-3 V van Brazilië met 1-3 Plaats 5/6: V van Russisch Paralympisch Comité met 1-3 |

### Wielrennen
| Paralympiër                                  | Onderdeel              | Resultaat | Prestatie      |
| -------------------------------------------- | ---------------------- | --------- | -------------- |
| Pierpaolo Addesi                             | Wegwedstrijd, C4-5 (m) | 9e        | 2:23:53        |
| Pierpaolo Addesi                             | Tijdrit, C5 (m)        | 9e        | 48:37.55       |
| Fabio Anobile                                | Wegwedstrijd, C1-3 (m) | 4e        | 2:11:06        |
| Fabio Anobile                                | Tijdrit, C3 (m)        | 9e        | 37:54.37       |
| Paolo Cecchetto                              | Wegwedstrijd, H3 (m)   | DNF       | Niet gefinisht |
| Paolo Cecchetto                              | Tijdrit, H3 (m)        | 5e        | 44:03.16       |
| Diego Colombari                              | Wegwedstrijd, H5 (m)   | DNF       | Niet gefinisht |
| Diego Colombari                              | Tijdrit, H5 (m)        | 4e        | 41:21.29       |
| Fabio Cornegliani                            | Wegwedstrijd, H1-2 (m) | DNF       | Niet gefinisht |
| Fabio Cornegliani                            | Tijdrit, H1 (m)        | Zilver    | 45:44.56       |
| Giorgio Farroni                              | Wegwedstrijd, T1-2 (m) | 7e        | 0:55:48        |
| Giorgio Farroni                              | Tijdrit, T1-2 (m)      | Zilver    | 27:49.78       |
| Luca Mazzone                                 | Wegwedstrijd, H1-2 (m) | Zilver    | 1:53:43        |
| Luca Mazzone                                 | Tijdrit, H2 (m)        | Zilver    | 31:23.79       |
| Andrea Tarlao                                | Wegwedstrijd, C4-5 (m) | 8e        | 2:22:35        |
| Andrea Tarlao                                | Tijdrit, C5 (m)        | 6e        | 46:12.99       |
|                                              |                        |           |                |
| Katie Aere                                   | Wegwedstrijd, H5 (v)   | Brons     | 2:28:11        |
| Katie Aere                                   | Tijdrit, H4-5 (v)      | 6e        | 50:40.24       |
| Francesca Porcellato                         | Wegwedstrijd, H1-4 (v) | 7e        | 0:59:45        |
| Francesca Porcellato                         | Tijdrit, H1-3 (v)      | Zilver    | 33:30.52       |
| Ana Maria Vitelaru                           | Wegwedstrijd, H1-4 (v) | DNF       | Niet gefinisht |
| Ana Maria Vitelaru                           | Tijdrit, H4-5 (v)      | 7e        | 50:58.69       |
|                                              |                        |           |                |
| Paolo Cecchetto Diego Colombari Luca Mazzone | Estafette, H1-5 (g)    | Goud      | 0:52:32        |

### Zwemmen
| Atleet                                                                                                | Onderdeel                              | Series              | Series              | Finale              | Finale              |
| Atleet                                                                                                | Onderdeel                              | Resultaat           | Rang                | Resultaat           | Rang                |
| --- | -------------------------------------- | ------------------- | ------------------- | ------------------- | ------------------- |
| Alberto Amodeo                                                                                        | 100 m vrije slag, S8 (m)               | 1:00.08             | 6e                  | 0:59.93             | 7e                  |
| Alberto Amodeo                                                                                        | 400 m vrije slag, S8 (m)               | 4:39.52             | 6e                  | 4:25.93             | Zilver              |
| Alberto Amodeo                                                                                        | 100 m vlinderslag, S8 (m)              | 1:05.32             | 7e                  | 1:04.31             | 6e                  |
| Simone Barlaam                                                                                        | 50 m vrije slag, S9 (m)                | 0:25.13             | 1e                  | 0:24.71             | Goud                |
| Simone Barlaam                                                                                        | 400 m vrije slag, S9 (m)               | 4:17.95             | 3e                  | 4:22.40             | 6e                  |
| Simone Barlaam                                                                                        | 100 m rugslag, S9 (m)                  | 1:04.27             | 5e                  | 1:02.92             | 5e                  |
| Simone Barlaam                                                                                        | 100 m vlinderslag, S9 (m)              | 1:00.71             | 2e                  | 0:59.43             | 2e                  |
| Federico Bassani                                                                                      | 100 m schoolslag, SB11 (m)             | 1:21.24             | 7e                  | 1:20.57             | 7e                  |
| Luigi Beggiato                                                                                        | 50 m vrije slag, S4 (m)                | 0:38.76             | 3e                  | 0:38.12             | Brons               |
| Luigi Beggiato                                                                                        | 100 m vrije slag, S4 (m)               | 1:22.93             | 1e                  | 1:23.21             | Zilver              |
| Luigi Beggiato                                                                                        | 200 m vrije slag, S4 (m)               | 3:05.40             | 4e                  | 3:00.85             | 4e                  |
| Francesco Bettella                                                                                    | 50 m rugslag, S1 (m)                   | Niet van toepassing | Niet van toepassing | 1:14.87             | Brons               |
| Francesco Bettella                                                                                    | 100 m rugslag, S1 (m)                  | Niet van toepassing | Niet van toepassing | 2:32.08             | Brons               |
| Federico Bicelli                                                                                      | 50 m vrije slag, S7 (m)                | 0:28.78             | 7e                  | 0:28.77             | 8e                  |
| Federico Bicelli                                                                                      | 100 m vrije slag, S8 (m)               | 1:01.37             | 11e                 | Niet gekwalificeerd | Niet gekwalificeerd |
| Federico Bicelli                                                                                      | 400 m vrije slag, S7 (m)               | 4:45.53             | 2e                  | 4:43.67             | 5e                  |
| Federico Bicelli                                                                                      | 100 m rugslag, S7 (m)                  | 1:13.68             | 5e                  | 1:12.25             | 6e                  |
| Francesco Bocciardo                                                                                   | 50 m vrije slag, S5 (m)                | 0:33.71             | 6e                  | 0:33.22             | 7e                  |
| Francesco Bocciardo                                                                                   | 100 m vrije slag, S5 (m)               | 1:13.96             | 5e                  | 1:09.56             | Goud                |
| Francesco Bocciardo                                                                                   | 200 m vrije slag, S5 (m)               | 2:35.44             | 2e                  | 2:26.76             | Goud                |
| Francesco Bocciardo                                                                                   | 100 m schoolslag, SB4 (m)              | 1:51.11             | 8e                  | 1:51.06             | 8e                  |
| Vincenzo Boni                                                                                         | 50 m vrije slag, S3 (m)                | 0:49.78             | 7e                  | 0:47.68             | 7e                  |
| Vincenzo Boni                                                                                         | 100 m vrije slag, S4 (m)               | 1:39.56             | 12e                 | Niet gekwalificeerd | Niet gekwalificeerd |
| Vincenzo Boni                                                                                         | 200 m vrije slag, S3 (m)               | 3:33.79             | 5e                  | 3:32.40             | 5e                  |
| Vincenzo Boni                                                                                         | 50 m rugslag, S3 (m)                   | 0:48.04             | 4e                  | 0:47.88             | 5e                  |
| Simone Ciulli                                                                                         | 50 m vrije slag, S9 (m)                | 0:26.39             | 9e                  | Niet gekwalificeerd | Niet gekwalificeerd |
| Simone Ciulli                                                                                         | 100 m vrije slag, S10 (m)              | 0:57.44             | 14e                 | Niet gekwalificeerd | Niet gekwalificeerd |
| Simone Ciulli                                                                                         | 100 m rugslag, S9 (m)                  | 1:07.41             | 10e                 | Niet gekwalificeerd | Niet gekwalificeerd |
| Simone Ciulli                                                                                         | 100 m vlinderslag, S9 (m)              | 1:03.25             | 11e                 | Niet gekwalificeerd | Niet gekwalificeerd |
| Simone Ciulli                                                                                         | 200 m individuele wisselslag, SM9 (m)  | 2:29.68             | 9e                  | Niet gekwalificeerd | Niet gekwalificeerd |
| Antonio Fantin                                                                                        | 50 m vrije slag, S7 (m)                | 0:29.70             | 10e                 | Niet gekwalificeerd | Niet gekwalificeerd |
| Antonio Fantin                                                                                        | 100 m vrije slag, S6 (m)               | 1:04.16             | 1e                  | 1:03.71             | Goud                |
| Antonio Fantin                                                                                        | 400 m vrije slag, S6 (m)               | 5:12.08             | 3e                  | 4:55.70             | Zilver              |
| Antonio Fantin                                                                                        | 100 m rugslag, S6 (m)                  | 1:27.90             | 12e                 | Niet gekwalificeerd | Niet gekwalificeerd |
| Emmanuele Marigliano                                                                                  | 50 m vrije slag, S3 (m)                | 0:58.80             | 11e                 | Niet gekwalificeerd | Niet gekwalificeerd |
| Emmanuele Marigliano                                                                                  | 50 m rugslag, S3 (m)                   | 1:03.64             | 12e                 | Niet gekwalificeerd | Niet gekwalificeerd |
| Emmanuele Marigliano                                                                                  | 50 m schoolslag, SB2 (m)               | 1:09.01             | 6e                  | 1:08.55             | 5e                  |
| Emmanuele Marigliano                                                                                  | 150 m individuele wisselslag, SM3 (m)  | 3:29.51             | 7e                  | 3:28.43             | 7e                  |
| Riccardo Menciotti                                                                                    | 50 m vrije slag, S10 (m)               | 0:25.59             | 11e                 | Niet gekwalificeerd | Niet gekwalificeerd |
| Riccardo Menciotti                                                                                    | 100 m vrije slag, S10 (m)              | 0:56.29             | 11e                 | Niet gekwalificeerd | Niet gekwalificeerd |
| Riccardo Menciotti                                                                                    | 100 m rugslag, S10 (m)                 | 1:03.05             | 6e                  | 1:01.46             | 4e                  |
| Riccardo Menciotti                                                                                    | 100 m vlinderslag, S10 (m)             | 0:58.85             | 6e                  | 0:58.65             | 7e                  |
| Riccardo Menciotti                                                                                    | 200 m individuele wisselslag, SM10 (m) | Niet gestart        | DNS                 | Niet gekwalificeerd | Niet gekwalificeerd |
| Efrem Morelli                                                                                         | 50 m schoolslag, SB3 (m)               | 0:49.35             | 1e                  | 0:49.42             | 4e                  |
| Efrem Morelli                                                                                         | 150 m individuele wisselslag, SM4 (m)  | 2:50.38             | 7e                  | 2:48.63             | 7e                  |
| Federico Morlacchi                                                                                    | 400 m vrije slag, S9 (m)               | 4:25.33             | 7e                  | 4:24.75             | 7e                  |
| Federico Morlacchi                                                                                    | 100 m schoolslag, SB8 (m)              | 1:13.24             | 9e                  | Niet gekwalificeerd | Niet gekwalificeerd |
| Federico Morlacchi                                                                                    | 100 m vlinderslag, S9 (m)              | 1:01.42             | 4e                  | 1:00.75             | 4e                  |
| Federico Morlacchi                                                                                    | 200 m individuele wisselslag, SM9 (m)  | Gediskwalificeerd   | DSQ                 | Niet gekwalificeerd | Niet gekwalificeerd |
| Misha Palazzo                                                                                         | 200 m vrije slag, S14 (m)              | 1:58.63             | 9e                  | Niet gekwalificeerd | Niet gekwalificeerd |
| Misha Palazzo                                                                                         | 100 m schoolslag, SB14 (m)             | 1:12.19             | 13e                 | Niet gekwalificeerd | Niet gekwalificeerd |
| Misha Palazzo                                                                                         | 200 m individuele wisselslag, SM14 (m) | 2:19.95             | 15e                 | Niet gekwalificeerd | Niet gekwalificeerd |
| Stefano Raimondi                                                                                      | 50 m vrije slag, S10 (m)               | 0:23.89             | 4e                  | 0:23.74             | 4e                  |
| Stefano Raimondi                                                                                      | 100 m vrije slag, S10 (m)              | 0:52.93             | 3e                  | 0:51.45             | Brons               |
| Stefano Raimondi                                                                                      | 400 m vrije slag, S10 (m)              | 4:26.82             | 8e                  | 4:07.38             | 4e                  |
| Stefano Raimondi                                                                                      | 100 m rugslag, S10 (m)                 | 1:01.58             | 2e                  | 0:59.36             | Zilver              |
| Stefano Raimondi                                                                                      | 100 m schoolslag, SB9 (m)              | Niet van toepassing | Niet van toepassing | 1:05.35             | Goud                |
| Stefano Raimondi                                                                                      | 100 m vlinderslag, S10 (m)             | 0:58.19             | 2e                  | 0:55.04             | Zilver              |
| Stefano Raimondi                                                                                      | 200 m individuele wisselslag, SM10 (m) | 2:16.65             | 2e                  | 2:07.68             | Zilver              |
| Simone Barlaam Federico Bicelli Antonio Fantin Federico Morlacchi Riccardo Menciotti Stefano Raimondi | 4 x 100 m wisselslag, 34 punten (m)    | 4:21.66             | 4e                  | 4:11.20             | Brons               |
| Simone Barlaam Simone Ciulli Antonio Fantin Stefano Raimondi                                          | 4 x 100 m vrije slag, 34 punten (m)    | Niet van toepassing | Niet van toepassing | 3:45.89             | Zilver              |
| |                                        |                     |                     |                     |                     |
| Vitoria Bianco                                                                                        | 100 m vrije slag, S9 (v)               | 1:07.32             | 14e                 | Niet gekwalificeerd | Niet gekwalificeerd |
| Vitoria Bianco                                                                                        | 400 m vrije slag, S9 (v)               | 4:57.51             | 9e                  | Niet gekwalificeerd | Niet gekwalificeerd |
| Alessia Berra                                                                                         | 100 m vrije slag, S10 (v)              | 1:04.29             | 6e                  | 1:00.68             | 4e                  |
| Alessia Berra                                                                                         | 100 m rugslag, S12 (v)                 | Niet van toepassing | Niet van toepassing | 1:14.33             | 5e                  |
| Alessia Berra                                                                                         | 100 m vlinderslag, S13 (v)             | 1:07.42             | 6e                  | 1:05.67             | Zilver              |
| Monica Boggioni                                                                                       | 100 m vrije slag, S5 (v)               | 1:22.62             | 4e                  | 1:22.43             | Brons               |
| Monica Boggioni                                                                                       | 200 m vrije slag, S5 (v)               | 2:53.67             | 2e                  | 2:55.70             | Brons               |
| Monica Boggioni                                                                                       | 50 m rugslag, S5 (v)                   | 0:46.10             | 5e                  | 0:45.46             | 5e                  |
| Monica Boggioni                                                                                       | 100 m schoolslag, SB4 (v)              | 1:55.69             | 6e                  | 1:58.28             | 6e                  |
| Monica Boggioni                                                                                       | 200 m individuele wisselslag, SM5 (v)  | Niet van toepassing | Niet van toepassing | 3:39.50             | Brons               |
| Giulia Ghiretti                                                                                       | 50 m rugslag, S5 (v)                   | 0:49.72             | 9e                  | Niet gekwalificeerd | Niet gekwalificeerd |
| Giulia Ghiretti                                                                                       | 100 m schoolslag, SB4 (v)              | 1:52.67             | 4e                  | 1:50.36             | Zilver              |
| Giulia Ghiretti                                                                                       | 50 m vlinderslag, S5 (v)               | 0:47.88             | 8e                  | 0:46.66             | 8e                  |
| Giulia Ghiretti                                                                                       | 200 m individuele wisselslag, SM5 (v)  | Niet van toepassing | Niet van toepassing | 3:40.88             | 4e                  |
| Carlotta Gilli                                                                                        | 50 m vrije slag, S13 (v)               | 0:27.32             | 3e                  | 0:27.07             | Brons               |
| Carlotta Gilli                                                                                        | 400 m vrije slag, S13 (v)              | 4:38.69             | 2e                  | 4:26.14             | Zilver              |
| Carlotta Gilli                                                                                        | 100 m rugslag, S13 (v)                 | 1:08.00             | 3e                  | 1:06.10             | Zilver              |
| Carlotta Gilli                                                                                        | 100 m schoolslag, SB13 (v)             | 1:22.73             | 9e                  | Niet gekwalificeerd | Niet gekwalificeerd |
| Carlotta Gilli                                                                                        | 100 m vlinderslag, S13 (v)             | 1:04.16             | 1e                  | 1:02.65             | Goud                |
| Carlotta Gilli                                                                                        | 200 m individuele wisselslag, SM13 (v) | 2:26.52             | 1e                  | 2:21.44             | Goud                |
| Giorgia Marchi                                                                                        | 100 m schoolslag, SB14 (v)             | 1:26.44             | 12e                 | Niet gekwalificeerd | Niet gekwalificeerd |
| Xenia Francesca Palazzo                                                                               | 50 m vrije slag, S8 (v)                | 0:31.57             | 3e                  | 0:31.17             | Brons               |
| Xenia Francesca Palazzo                                                                               | 400 m vrije slag, S8 (v)               | Niet van toepassing | Niet van toepassing | 4:56.79             | Brons               |
| Xenia Francesca Palazzo                                                                               | 100 m rugslag, S8 (v)                  | Niet van toepassing | Niet van toepassing | 1:20.90             | 4e                  |
| Xenia Francesca Palazzo                                                                               | 200 m individuele wisselslag, SM8 (v)  | 2:55.64             | 3e                  | 2:47.86             | Zilver              |
| Angela Procida                                                                                        | 100 m vrije slag, S3 (v)               | 2:42.37             | 12e                 | Niet gekwalificeerd | Niet gekwalificeerd |
| Angela Procida                                                                                        | 50 m rugslag, S2 (v)                   | 1:14.16             | 5e                  | 1:12.69             | 5e                  |
| Angela Procida                                                                                        | 100 m rugslag, S2 (v)                  | 2:40.54             | 4e                  | 2:43.58             | 6e                  |
| Martina Rabbolini                                                                                     | 400 m vrije slag, S11 (v)              | 5:47.78             | 8e                  | 5:47.25             | 8e                  |
| Martina Rabbolini                                                                                     | 100 m rugslag, S11 (v)                 | 1:23.37             | 8e                  | 1:24.34             | 8e                  |
| Martina Rabbolini                                                                                     | 100 m schoolslag, SB11 (v)             | 1:33.02             | 8e                  | 1:34.29             | 8e                  |
| Martina Rabbolini                                                                                     | 200 m individuele wisselslag, SM11 (v) | 3:02.85             | 8e                  | 3:03.07             | 8e                  |
| Alessia Scortechini                                                                                   | 50 m vrije slag, S10 (v)               | 0:28.55             | 5e                  | 0:28.26             | 4e                  |
| Alessia Scortechini                                                                                   | 100 m vrije slag, S10 (v)              | 1:02.31             | 8e                  | 1:02.97             | 8e                  |
| Alessia Scortechini                                                                                   | 100 m vlinderslag, S10 (v)             | Niet van toepassing | Niet van toepassing | 1:08.62             | 4e                  |
| Arianna Talamona                                                                                      | 50 m vrije slag, S6 (v)                | 0:38.89             | 14e                 | Niet gekwalificeerd | Niet gekwalificeerd |
| Arianna Talamona                                                                                      | 100 m vrije slag, SB5 (v)              | 1:44.60             | 3e                  | 1:43.83             | 5e                  |
| Giulia Terzi                                                                                          | 100 m vrije slag, S7 (v)               | 1:11.70             | 2e                  | 1:09.21             | Goud                |
| Giulia Terzi                                                                                          | 400 m vrije slag, S7 (v)               | Niet van toepassing | Niet van toepassing | 5:06.32             | Zilver              |
| Giulia Terzi                                                                                          | 50 m vlinderslag, S7 (v)               | 0:35.40             | 3e                  | 0:34.32             | Brons               |
| Arjola Trimi                                                                                          | 50 m vrije slag, S4 (v)                | 0:42.88             | 3e                  | 0:40.32             | Zilver              |
| Arjola Trimi                                                                                          | 100 m vrije slag, S3 (v)               | 1:45.41             | 2e                  | 1:30.22             | Goud                |
| Arjola Trimi                                                                                          | 50 m rugslag, S3 (v)                   | 0:54.79             | 1e                  | 0:51.34             | Goud                |
| Arjola Trimi                                                                                          | 150 m individuele wisselslag, SM4 (v)  | 3:10.09             | 7e                  | Niet gekwalificeerd | Niet gekwalificeerd |
| Vittoria Bianco Xenia Francesca Palazzo Alessia Scortechini Giulia Terzi                              | 4 x 100 m vrije slag, 34 punten (v)    | Niet van toepassing | Niet van toepassing | 4:24.85             | Goud                |
| |                                        |                     |                     |                     |                     |
| Luigi Beggiato Francesco Bocciardo Antonio Fantin Arianna Talamona Giulia Terzi Arjola Trimi          | 4 x 50 m vrije slag, 20 punten (g)     | 2:25.48             | 1e                  | 2:21.45             | Zilver              |

Afghanistan · 
Algerije · 
Amerikaanse Maagdeneilanden · 
Angola · 
Argentinië · 
Armenië · 
Aruba · 
Australië · 
Azerbeidzjan · 
Bahrein · 
Barbados · 
Belarus · 
België · 
Benin · 
Bermuda · 
Bosnië en Herzegovina · 
Botswana · 
Brazilië · 
Bulgarije · 
Burkina Faso · 
Burundi · 
Cambodja · 
Canada · 
Centraal-Afrikaanse Republiek · 
Chili · 
China · 
Chinees Taipei · 
Colombia · 
Congo-Brazzaville · 
Congo-Kinshasa · 
Costa Rica · 
Cuba · 
Cyprus · 
Denemarken · 
Dominicaanse Republiek · 
Duitsland · 
Ecuador · 
Egypte · 
El Salvador · 
Estland · 
Ethiopië · 
Faeröer · 
Fiji · 
Filipijnen · 
Finland · 
Frankrijk · 
Gabon · 
Gambia · 
Georgië · 
Ghana · 
Griekenland · 
Groot-Brittannië · 
Guatemala · 
Guinee · 
Guinee‑Bissau · 
Haïti · 
Honduras · 
Hongarije · 
Hongkong · 
Ierland · 
IJsland · 
India · 
Indonesië · 
Irak · 
Iran · 
Israël · 
Italië · 
Ivoorkust · 
Jamaica · 
Japan · 
Jordanië · 
Kaapverdië · 
Kameroen · 
Kazachstan · 
Kenia · 
Kirgizië · 
Koeweit · 
Kroatië · 
Laos · 
Lesotho · 
Letland · 
Libanon · 
Liberia · 
Libië · 
Litouwen · 
Luxemburg · 
Madagaskar · 
Maleisië · 
Mali · 
Malta · 
Marokko · 
Mauritius · 
Mexico · 
Moldavië · 
Mongolië · 
Montenegro · 
Mozambique · 
Namibië · 
Nederland · 
Nepal · 
Nicaragua · 
Nieuw-Zeeland · 
Niger · 
Nigeria · 
Noord-Macedonië · 
Noorwegen · 
Oeganda · 
Oekraïne · 
Oezbekistan · 
Oman · 
Oostenrijk · 
Pakistan · 
Palestina · 
Panama · 
Papoea-Nieuw-Guinea · 
Peru · 
Polen · 
Portugal · 
Puerto Rico · 
Qatar · 
Roemenië · 
Russisch Paralympisch Comité ·
Rwanda · 
Saint Vincent en Grenadines · 
Samoa · 
Saoedi-Arabië · 
Sao Tomé en Principe · 
Senegal · 
Servië · 
Seychellen · 
Sierra Leone · 
Singapore · 
Slovenië · 
Slowakije · 
Somalië · 
Spanje · 
Sri Lanka · 
Syrië · 
Tadzjikistan · 
Tanzania · 
Thailand · 
Togo · 
Tonga · 
Trinidad en Tobago · 
Tsjechië · 
Tunesië · 
Turkije · 
Turkmenistan · 
Uruguay · 
Venezuela · 
Verenigde Arabische Emiraten · 
Verenigde Staten · 
Vietnam · 
Zimbabwe · 
Zuid-Afrika · 
Zuid-Korea · 
Zweden · 
Zwitserland
Paralympisch Vluchtelingen Team